# Arrival (skladba)
„Arrival“ je instrumentální skladba švédské popové skupiny ABBA. Vydána byla v roce 1976 na stejnojmenném albu. Jejími autory jsou Benny Andersson a Björn Ulvaeus. Jedná se o druhou a poslední instrumentálku této skupiny.
Britský multiinstrumentalista Mike Oldfield nahrál v roce 1980 coververzi této skladby. Vyšla jako jeho devátý singl (v britské hudební hitparádě se neumístil) a o dva měsíce později byla vydána také na jeho albu QE2. Přebal Oldfieldova singlu paroduje obal Arrival skupiny ABBA, na jeho B straně se nachází živá verze instrumentálky „Polka“, která byla zaznamenána na Oldfieldově evropském turné v roce 1980.

## Seznam skladeb Oldfieldova singlu
1. „Arrival“ (Ulvaeus, Andersson) – 2:45
2. „Polka“ (tradicionál, úprava Oldfield) – 3:36